# Coupe du monde de slalom de canoë-kayak 2011
Navigation
Coupe du monde de slalom 2010 Coupe du monde de slalom 2012
La 24e coupe du monde de slalom en canoë-kayak, organisée par la Fédération internationale de canoë, s'est déroulée du 24 au 14 août 2011.

## Calendrier
| Date            | Ville                  | Pays      |
| --------------- | ---------------------- | --------- |
| 24 au 26 juin   | Tacen                  | Slovénie  |
| 1 au 3 juillet  | L'Argentière-la-Bessée | France    |
| 8 au 10 juillet | Markkleeberg           | Allemagne |
| 12 au 14 août   | Prague                 | Tchéquie  |

## Résultats

### K1
| Étapes                 | Hommes            | Hommes           |                 | Femmes            | Femmes |
| Étapes                 | Vainqueur         | Finaliste        | Vainqueur       | Finaliste         |        |
| Tacen                  | Peter Kauzer      | Jure Meglic      | Melanie Pfeifer | Dana Mann         |        |
| L'Argentière-la-Bessée | Peter Kauzer      | Samuel Hernanz   | Jana Dukátová   | Maialen Chourraut |        |
| Markkleeberg           | Pierre Bourliaud  | Boris Neveu      | Jana Dukátová   | Corinna Kuhnle    |        |
| Prague                 | Vavrinec Hradilek | Daniele Molmenti | Elena Kaliská   | Jana Dukátová     |        |

### C1
| Étapes                 | Hommes               | Hommes               |                  | Femmes           | Femmes |
| Étapes                 | Vainqueur            | Finaliste            | Vainqueur        | Finaliste        |        |
| Tacen                  | David Florence       | Stanislav Jezek      | Rosalyn Lawrence | Leanne Guinea    |        |
| L'Argentière-la-Bessée | Matej Beňuš          | Ander Elosegi        | Jessica Fox      | Rosalyn Lawrence |        |
| Markkleeberg           | Michal Martikán      | Jan Benzien          | Jessica Fox      | Caroline Loir    |        |
| Prague                 | Alexander Slafkovský | Denis Gargaud Chanut | Rosalyn Lawrence | Katerina Hoskova |        |

### C2
| Étapes                 | Hommes                                  | Hommes                              |
| Étapes                 | Vainqueur                               | Temps                               |
| Tacen                  | Pavol Hochschorner / Peter Hochschorner | Hugo Biso / Pierre Picco            |
| L'Argentière-la-Bessée | Gauthier Klauss / Matthieu Peche        | Saso Taljat / Luka Bozic            |
| Markkleeberg           | Pavol Hochschorner / Peter Hochschorner | Pierre Labarelle / Nicolas Peschier |
| Prague                 | Saso Taljat / Luka Bozic                | Tomas Koplik / Jakub Vrzan          |

## Classement final
| Épreuve   | Or                                    | Argent                         | Bronze                   |
| --------- | ------------------------------------- | ------------------------------ | ------------------------ |
| K1 hommes | Peter Kauzer                          | Vavrinec Hradilek              | Daniele Molmenti         |
| K1 femmes | Jana Dukátová                         | Dana Mann                      | Corinna Kuhnle           |
| C1 hommes | Stanislav Jezek                       | Matej Beňuš                    | Alexander Slafkovský     |
| C1 femmes | Rosalyn Lawrence                      | Leanne Guinea                  | Katarina Macova          |
| C2 hommes | Pavol Hochschorner Peter Hochschorner | Gauthier Klauss Matthieu Peche | Tomas Koplik Jakub Vrzan |